# 헨리 랭던 차일드
헨리 랭던 차일드(Henry Langdon Childe, 1781–1874)는 영국의 대중 오락 행사기획자였으며, 환등기와 디졸브 화면의 개발자이었으며, 영상 기술 분야에서 디졸브의 선도자였다. Childe가 사용한 기술 혁신에 대한 우선적 문제가 여전히 논란이 되는 동안, 그는 특수한 극적 효과를 위한 이중 또는 삼중 환등기를 수립하여, 관련된 장비가 공급자들을 통해 다른 전문가들이 일반적으로 이용할 수 있을 정도가 되었다. 1840년대까지는 괴기 공포물에 뿌리를 둔 "디졸브 화면"이 차분한 만화 영화에서 삽화를 넣은 이야기의 주요 요소가 되었다.

## 환등기 기술의 개발
Paul de Philipsthal은 1802년에 런던에서 판타스마고리아(phantasmagoria)를 위해 환등기를 사용했다; 그는 그림 동영상과 같은 효과와, 영상의 크기를 변화시킬 수 있도록 레일 위의 환등기를 이용했다. 전하는 바에 따르면 Childe는 Philipsthal를 위해 일했다. 그는 Adelphi Theatre에 의해 1806년에 대체된 Sanspareil Theatre에서 그 자신의 환등기의 사용법을 설명하였다.
환등기는 17세기에서 18세기 후반까지 그렇게 많이 발전하지 않았다. 차일드는 색지움렌즈와 향상된 석유 램프를 이용했다; 그리고 곧 라임라이트로 바꾸었으며, 이는 토머스 드러먼드(Thomas Drummond)와 관련되어 있다. 라임라이트는 Robert Hare와 Goldsworthy Gurney에 의해 비롯된 것이다. 공연에서 Childe는 라임라이트에 의해 투사된 이미지의 크기와 밝기를 증가시켰다.
그것은 이중 이미지와 잠시동안 환등 기술의 표준이었던 향상된 조명의 조합이었다; John Benjamin Dancer는 실제 "디졸브"를 뒷받침하여 영사 분야에서의 발전에서 인정을 받았다. Childe와 장비 제작자 Edward Marmaduke Clarke의 혁신("biscenascope")은 세련된 엔터테인먼트로 디오라마를 대체하는 역할을 했다. 그것은 일종의 이중 환등기였지만 실제로는 거울 시스템으로 분리되는 하나의 광원을 지니고 있다.
1885년까지 Childe 편에서 우선권을 주장하였다. 이런 이유로 1887년의 "영국 인명 사전"에서 반복된 것처럼, Childe는 "디졸브"를 시행하는 방법을 혁신하였다: 셔터가 달린 두 개의 환등기가 창조한 효과, 즉 한 장의 그림이 사라지고, 반면에 다른 한 장이 서서히 자리를 잡아갔다. 그는 1807년부터 일했고, 1818년에 그의 방법을 완성했다; 예술가인 Elias Childe의 형제인 그는 아직 어릴 때 유리에 그림을 그리는 법을 배웠으며, 그 자신의 환등 슬라이드를 준비했다.
디졸브의 최초 도입 시기는 1893년에 The Optical and Magic Lantern Journal의 토론 주제였다. 이 당시에, 이 기술에 대한 가장 초기 기록으로 알려진 것은 고작 1843년 3월 25일의 Magazine of Science였다. 그 후 더 초기의 기록은 1842년 2월 12일과 19일 주제인 [The Mirror of Literature, Amusement, and Instruction]]에서 발견되었다. Childe는 이듬해 Royal Polytechnic Institution에서 시범을 보이기 전에 1840년 12월 5일 런던의 Adelaide Gallery에서 시범을 보였다.

## 환등기와 관련된 초기 경력
Childe 자신이 무엇을 발명했는지는 분명하지 않지만 어떤 기록에 의하면 그의 기법은 1820년대와 1830년대 영국의 극장에서 확립되었다: 환등기는 드라마틱한 효과를 고조시키는 데 사용되었고 "장면 전환"을 지원했다. 1827년, Edward Fitzball이 제작한 오페라 The Flying Dutchman에서 무대 뒤에서 배의 이미지를 천에 투사하였다. Childe는 움직이는 이미지 효과를 얻었다. 그러나 Fitzball 자신은 트랙에서 환등기를 사용해서 그 당시 인정을 받았다.
19세기 초반 영국 관객들에게 인기가 계속된 차례차례로 변해가는 환영이라는 전통 속에서 Childe는 1828년에 고딕에 바탕을 둔 Castle Spectre을 보여주었다. 1830년 3월 27일 Literary Gazette는 Childe가 대중 과학 강사를 지원한 것을 전했다.

## 주류 공연자
London Colosseum이 개장한 후, Childe는 빈번한 출품자였다. 빅토리아 공주는 어머니와 함께 아델피에서 Childe의 디졸브 화면으로 구성한 예능에 참석하였다. 1837–40년의 사순절 동안 Childe는 Her Majesty's Theatre에서 한 천문한 강연에서 그의 환등기를 이용하였다. 로얄 폴리테크닉 연구소(Royal Polytechnic Institution)에서 1838년에 "그랜드 팬텀마고리아(grand phantasmagoria)"와 함께 건물을 개방하였다. 여기에서 그는 반대 방향으로 회전하는 두 개의 유리로 된 "크로마토로프(chromatrope)"를 개발했다. 그것은 1843–4년에 소개되었다.

## 그 후 생활
맨체스터와 대부분의 큰 지방의 마을에서 Childe의 환등기 전시회는 성공적이었다. 그와 그의 동료들은 1882년에 폐쇄될 때까지 로얄 폴리테크닉 연구소(Royal Polytechnic Institution) 관리에 참여하였다. 1863년 1월 1일Illustrated London News은 폴리테크닉이 신데렐라(Cinderella)라는 환등기를 생산하고 있음을 전했고, 여기서 Childe는 Henry George Hine를 설계한 후 그림 슬라이드에 참여하였다. W. R. Hill(1823–1901)는 슬라이드 그림 창작에서 Childe의 견습생이었다. 그는 1867년에 폴리테크닉의 John Henry Pepper에서 일하기 위해 이사했다. 살아남은 Hill의 환등 슬라이드는 17cm * 21cm 크기로 표준보다 더 크다. 폴리테크닉의 슬라이드는 Charles Gogin, Isaac Knott, 그리고 Fid Page를 포함한 그룹이 전문적으로 그렸다.
Childe는 93살까지 살았고 1874년에 죽었다.